# الحوليات الملكية
السجل الملكي أو سجل 641 أو وقائع الملوك أو تأريخ عام 641 هو سجل عالمي مجهول كُتب باللغة السريانية بعد وقت قصير من وفاة الإمبراطور هرقل في 641.
حُفظ السجل في نسخة واحدة في مخطوطة سيناء السيرية التي تعود إلى القرن الثامن أو التاسع. في 10 صفحات، رقمها 42-53. يحتوي المخطوط أيضًا على جدالات مناهضة للميافيزيقيين. نسخة السجل تالفة وليست كاملة في حالتها الحالية. وزعم أندريه دي هالو [الإنجليزية] أن هذا النص هو نموذج لعمل أطول كتب بين عامي 641 و680، ومن المرجح أنه كتب في عام 642. وقد اُقتُرح أيضًا أن النص الأصلي الأطول قد كُتب في أواخر القرن السادس وأن النص الأصلي لُخص ووُسع بسجل موجز للعهود الإمبراطورية حتى عام 641.
كانت هذه السجلات من عمل رجل دين خلقيدونيّ في الشام. على الرغم من تسميتهم عادةً بالمالكانيين ، إلا أن هذا يعتبر تسمية خاطئة إلى حد ما، حيث لم يدخل هذا المصطلح حيز الاستخدام إلا بعد المجمع الثالث للقسطنطينية (680/681). لم يستخدم المؤلف المجهول سجل يوسابيوس القيصري. ومع ذلك، فقد استخدم مصدرًا ميافيزيًا مفقودًا الآن، والذي استخدمه أيضًا تاريخان سريانيان ميافيزيان: تاريخ عام 819 وتاريخ عام 846. كما استخدم أيضًا التجميع التاريخي لـزكريا الخطيب المنحول [الإنجليزية].
تبدأ القصة بالخلق وآدم وتستمر حتى وفاة هرقل. بالنسبة للفترة المبكرة، فإنه يستعير التسلسل الزمني الخاص به من الكتاب المقدس العبري. بالنسبة للعصر المسيحي، فهو يسرد حاملي الكراسي البطريركية. ويقدم رواية خلقيدونية للمجامع المسكونية ويحتوي على تنديدات بأخطاء آريوس ونسطور. ومنذ زمن نسطور، أصبح السجل أكثر تفصيلًا. وهو ذو قيمة كبيرة بسبب تغطيته للكنيسة في القرن السادس. ويحتوي على روايات سريانية فريدة عن المجامع التي انعقدت في القسطنطينية في أعوام 536 و553 و571 . لقد فُقدَت أعمال المجمع غير المعروف لعام 571، ويقدم السجل الملكي معلومات لا توجد في أي مكان آخر. تغطيتها الأكثر تفصيلًا تتعلق بفيلوكسينوس المابوغي [الإنجليزية]، وسيفيروس الأنطاكي، وبدرجة أقل، تيموثي أيلوروس، الذين اتُهموا جميعًا بالخطأ والرغبة في السلطة.

## ملحوظات
1. 1 2 3 4 5 6  Brock 1979–80، صفحة 7.
2. ↑  Witakowski 2011 has it "composed after 638".
3. 1 2 3  Palmer 1993، صفحة 28.
4. 1 2 3 4  Ginkel 2016.
5. 1 2 3  Palmer 1993، صفحة 27.
6. 1 2 3  Witakowski 2011.
7. ↑  Allen 1980، صفحة 473.
8. ↑  Kaufhold 2012، صفحة 223.
9. ↑  Halleux 1977.

## فهرس
- Allen، Pauline (1980). "Zachariah Scholasticus and the Historia Ecclesiastica of Evagrius Scholasticus". Journal of Theological Studies. New Series. ج. 31 ع. 2: 471–488. DOI:10.1093/jts/XXXI.2.471. JSTOR:23961810.
- Brock، Sebastian (1979–80). "Syriac Historical Writing: A Survey of the Main Sources". Journal of the Iraqi Academy (Syriac Corporation). ج. 5: 296–326 [1–30].
- Ginkel، Jan van (2016). "Melkite Chronicle of 641". في Graeme Dunphy؛ Cristian Bratu (المحررون). Encyclopedia of the Medieval Chronicle. Brill Online. DOI:10.1163/2213-2139_emc_SIM_01815.
- Halleux، André de (1977). "Trois synodes impériaux du VIe siècle dans une chronique syriaque inédite". في Robert H. Fischer (المحرر). A Tribute to Arthur Vööbus: Studies in Early Christian Literature and Its Environment, Primarily in the Syrian East. كلية اللاهوت اللوثرية في شيكاغو  [لغات أخرى]‏. ص. 295–307.{{استشهاد بكتاب}}:  صيانة الاستشهاد: علامات ترقيم زائدة (link)
- Halleux، André de (1978). "La Chronique melkite abrégée du Ms. Sinaï Syr. 10". Le Muséon. ج. 91: 5–44.
- Kaufhold، Hubert (2012). "Sources of Canon Law in the Eastern Churches". في Wilfried Hartmann؛ Kenneth Pennington (المحررون). The History of Byzantine and Eastern Canon Law to 1500. Catholic University of America Press. ص. 215–342.
- Palmer، Andrew (1993). The Seventh Century in the West-Syrian Chronicles. Liverpool University Press.
- Witakowski، Witold (2011). "Historiography, Syriac". في Sebastian P. Brock؛ Aaron M. Butts؛ George A. Kiraz؛ Lucas Van Rompay (المحررون). Gorgias Encyclopedic Dictionary of the Syriac Heritage. Gorgias Press. مؤرشف من الأصل في 2024-12-11.